# Onthophagus rubefactus
Onthophagus rubefactus là một loài bọ cánh cứng trong họ Bọ hung (Scarabaeidae).